# Oumar Niasse
El Hadji Baye Oumar Niasse, kurz Oumar Niasse (* 18. April 1990 in Dakar), ist ein senegalesischer Fußballspieler. Er spielte zuletzt bis Juli 2023 für den FC Morecambe.

## Karriere

### Verein
Niasse begann seine Profikarriere in seiner Heimatstadt Dakar beim Stadtteilklub US Ouakam und gewann dort 2011 die Meisterschaft.
Nach einem kurzen Aufenthalt in Norwegen beim Verein Brann Bergen, verließ er nach sechs Jahren seinen Heimatverein und wechselte in die Türkei zum Erstligisten Akhisar Belediyespor. Bei seinem Debüt in der Süper Lig gegen SB Elazığspor erzielte er auch seinen ersten Treffer.
Niasse avancierte bei Akhisar zu einem der Shootingstars der Saison 2013/14. So beendete er die Saison mit zwölf Toren und sechs Torvorlagen in 34 Ligaspielen. Nach dieser erfolgreichen Saison wechselte Niasse zum Sommer 2014 gegen eine Ablösesumme von 5,5 Millionen Euro zu Lokomotive Moskau. 2015 gewann er dort den nationalen Pokal durch einen 3:1-Sieg im Finale über FK Kuban Krasnodar.
Im Februar 2016 folgte für eine Ablösesumme von 16,5 Millionen Pfund der Wechsel in die englische Premier League zum FC Everton. Dort absolvierte er in mehr als vier Jahren 35 Ligaspiele bis zum Abschluss der Saison 2019/20 und wurde zwischenzeitlich an Hull City (2017) sowie Cardiff City (2019) ausgeliehen.
Nachdem er fast neun Monate ohne neuen Verein war, schloss er sich Ende März 2021 dann Zweitligist Huddersfield Town mit einer Vertragslaufzeit bis zum Ende der Saison 2020/21 an.

### Nationalmannschaft
Niasse spielte zu seiner Zeit in Ouakam für die senegalesische U-23- sowie die A-Nationalmannschaft.
Im Frühjahr 2014 erklärte Niasse, dass er gerne für die türkische Nationalmannschaft auflaufen würde. Es blieb jedoch am Ende dabei, dass er weiter für den Senegal spielte, zuletzt am 23. März 2018 in einem Heimspiel gegen Usbekistan. Bei der Qualifikationsrunde zum Afrika-Cup 2017 erzielte er am 26. März 2016 gegen Niger sein bislang einziges FIFA-Länderspieltor. Zwei weitere Tore erzielte er bei einem Nicht-FIFA-Spiel am 25. Mai 2014 gegen Kosovo.

## Erfolge
- Senegalesischer Meister: 2011
- Russischer Pokalsieger: 2015